# Comedy Central Szwecja
Comedy Central Szwecja – stacja wystartowała 1 stycznia 2009 roku w Szwecji. Kanał można oglądać na platformie cyfrowej jak i w telewizji kablowej.
Pierwszym programem jakim był pokazany na szwedzkim kanale były South Park i z Comedy Central Roast, Pamela Anderson.
Podczas pierwszego miesiąca, uruchomiono kanał na Boxer, Canal Digital, Com Hem, Tele2Vision, Telia Digital TV, SPA, Borderlight, IP Szwecja.

## Programy
- According to Jim
- Becker
- Californication
- Carpoolers
- Dead Like Me
- Monk
- Comedy Central Roast
- How i met your mother
- Sex and the City
- South Park
- Stand-up Saturday
- The Colbert Report (Global Edition)
- The King of Queens
- The Office (US)
- Unhappily Ever After